# آناتولی چیستوف
آناتولی چیستوف (اوکراینی: Анатолій Володимирович Чистов؛ زادهٔ ۲۷ مهٔ ۱۹۶۲) بازیکن فوتبال اهل اتحاد جماهیر شوروی سوسیالیستی است.